# Clistoronia maculata
Clistoronia maculata är en nattsländeart som först beskrevs av Banks 1904.  Clistoronia maculata ingår i släktet Clistoronia och familjen husmasknattsländor. Inga underarter finns listade i Catalogue of Life.